# Colpogyne betsiliensis
Colpogyne betsiliensis är en tvåhjärtbladig växtart som först beskrevs av Jean-Henri Humbert, och fick sitt nu gällande namn av Brian Laurence Burtt. Colpogyne betsiliensis ingår i släktet Colpogyne och familjen Gesneriaceae. Inga underarter finns listade i Catalogue of Life.